# Paranoia (2013)
Paranoia is een Amerikaanse thrillerfilm uit 2013, geregisseerd door Robert Luketic. Het scenario van de film is gebaseerd op de gelijknamige roman uit 2004 van de Amerikaanse schrijver Joseph Finder.

## Verhaal
Wanneer de baan van de jonge werknemer Adam in gevaar komt, krijgt hij de kans om bij de concurrent undercover te werken voor bedrijfsspionage. Maar tegen de tijd dat hij er veel te diep bij betrokken raakt, beseft Adam dat zijn leven in gevaar is.

## Rolverdeling
| Acteur         | Personage         |
| -------------- | ----------------- |
| Liam Hemsworth | Adam Cassidy      |
| Gary Oldman    | Nicholas Wyatt    |
| Amber Heard    | Emma Jennings     |
| Harrison Ford  | Jock Goddard      |
| Embeth Davidtz | Judith Bolton     |
| Josh Holloway  | FBI-agent Billups |
| Lucas Till     | Aaron Cassidy     |
| Ashley Benson  | Kate Wright       |

## Achtergrond
De opnames van de film begonnen in juli 2012 tot medio november 2012 in onder meer Philadelphia in de Verenigde Staten. De filmmuziek van de film is gecomponeerd door de Nederlander Tom Holkenborg, beter bekend als Junkie XL.